# Mudbal (B), Jevargi
Mudbal (B) là một làng thuộc tehsil Jevargi, huyện Gulbarga, bang Karnataka, Ấn Độ.